# Malakoff (Texas)
Malakoff is een plaats (city) in de Amerikaanse staat Texas, en valt bestuurlijk gezien onder Henderson County.

## Demografie
Bij de volkstelling in 2000 werd het aantal inwoners vastgesteld op 2257.
In 2006 is het aantal inwoners door het United States Census Bureau geschat op 2360, een stijging van 103 (4,6%).

## Geografie
Volgens het United States Census Bureau beslaat de plaats een oppervlakte van
7,3 km², geheel bestaande uit land. Malakoff ligt op ongeveer 114 m boven zeeniveau.

## Plaatsen in de nabije omgeving
De onderstaande figuur toont nabijgelegen plaatsen in een straal van 16 km rond Malakoff.